# Space Godzilla
Space Godzilla (スペースゴジラ, SupēsuGojira)  est un kaiju qui apparaît en premier lieu en 1994 dans le film Godzilla vs Space Godzilla.

## Description
SpaceGodzilla ressemble beaucoup à son homologue terrestre, mais avec plusieurs différences majeures. En plus d'une musculature considérablement accrue, d'un visage plus bestial avec des défenses, d'une longue queue et d'un rugissement perçant et aigu (une version ralentie et plus aiguë du rugissement de Gigan), SpaceGodzilla présente plusieurs caractéristiques qui sont le résultat de la fusion avec un organisme cristallin dans l'espace. Au lieu des épines dorsales de Godzilla, SpaceGodzilla possède des rangées de cristaux blancs qui courent le long de sa queue et de son dos. Il possède également une crête de cristaux jaune-or sur le sommet de sa tête, trois grands cristaux à l'extrémité de sa queue et deux cristaux massifs sortant de ses épaules, qui servent à puiser de l'énergie dans l'environnement qui l'entoure. SpaceGodzilla est principalement de couleur bleu marine avec un ventre rouge-violet foncé.

## Films
- 1994 : Godzilla vs Space Godzilla, de Kensho Yamashita